# Onthophagus serdangensis
Onthophagus serdangensis là một loài bọ cánh cứng trong họ Bọ hung (Scarabaeidae).